# Catops tristis
Catops tristis är en skalbaggsart som först beskrevs av Georg Wolfgang Franz Panzer 1793.  Catops tristis ingår i släktet Catops, och familjen mycelbaggar. Arten är reproducerande i Sverige.